# 黎輔陳
黎輔陳（越南语：／；生卒年不詳）是越南陳朝時期的一位重要將領，歷仕太宗、聖宗、仁宗三朝。
黎輔陳原名黎秦（越南语：／），是愛州人，為黎桓的後裔。根據《大越史記全書》的說法，黎秦於1250年被陳太宗任命為御史中將。
1257年，蒙古軍隊南下入侵大越陳朝。此時的蒙古軍隊已征服了亞洲的廣大地域，滅大理國，具有很大的優勢。朝廷的多名高級官員對此態度消極，太宗的弟弟欽天王陳日晈甚至建議投靠南宋。但太宗最終聽從了太師陳守度的建議，親自率兵抗擊蒙古。在平厲原的戰鬥中，陳太宗親自督戰，黎秦奮勇當先，單騎衝入敵陣，神態自若。此戰使太宗對黎秦十分讚賞。黎秦認為蒙古軍強大，建議太宗退往瀘江，得到太宗的採納。
由於這次戰役的功績，黎秦被陳太宗升為御史大夫，賜名「輔陳」，即「輔佐陳氏」之意。他又迎娶了昭聖公主（即李昭皇）為妻。這次婚姻，同陳朝時期眾多被儒家思想認定為「亂倫」的婚姻一樣，受到後世的越南史官的廣泛批評。昭聖公主後來在1278年死於古法州。黎輔陳與她育有一子一女：上位侯黎琮、應瑞公主黎珪。
1258年，黎輔陳與周博覽作為陳朝的使者，被派往元朝，簽訂和平協議。協議規定陳朝每三年一次向元朝進貢，著為定規。同年，陳太宗正式舉行登基大典。翌年，任命黎輔陳為水軍大將軍。
除此之外，黎輔陳也是一名著名學者。1274年，陳聖宗任命他為儲宮教授，與阮士固、阮聖訓一起，成為皇太子陳昑的師傅。
保義侯陳平仲是黎輔陳的孫子。